# Sportsklubben Gjøvik-Lyn
L'Sportsklubben Gjøvik-Lyn és un club de futbol noruec de la ciutat de Gjøvik.

## Història
El club va ser creat l'1 de febrer de 1902. El seu títol més important fou la copa noruega assolida la temporada 1962. Acabada la temporada 2009, el primer equip es fusionà amb Vardar FF per crear el Gjøvik FF.

## Palmarès
- Copa noruega de futbol: 
  - 1962